# 兴城街道 (枣庄市)
兴城街道，是中华人民共和国山東省枣庄市薛城区下辖的一个乡镇级行政单位。

## 行政区划
兴城街道下辖以下地区：
蒋庄村、石农村、石菜村、西石沟村、南山寨村、南石东村、南石西村、井字峪村、来泉庄村、高楼村、小吕巷村、大吕巷村、杏峪村、黑峪村和杜塘村。